# Undrentide
Undrentide je třetí studiové album britské vokální skupiny Mediæval Bæbes, vydané v září 2000. Nahráno bylo v září předchozího roku a o produkci se staral John Cale. Limitovaná edice byla doplněna ještě o devatenáctou píseň „Palastinalied“, kterou produkoval Bill Leeb. Na nahrávce se podílelo několik tehdejších Caleových častých spolupracovníků, jako byli Randall Woolf, Lance Doss a Adam Dorn.

## Seznam skladeb
| Pořadí | Název                                     | Délka |
| ------ | ----------------------------------------- | ----- |
| 1.     | Undrentide                                | 4:49  |
| 2.     | Isabella                                  | 3:32  |
| 3.     | Quan Vey La Lauzeta                       | 3:12  |
| 4.     | Besse Bunting                             | 1:57  |
| 5.     | E Volentieri                              | 4:28  |
| 6.     | Cantiga                                   | 1:48  |
| 7.     | Summerisle (The Maypole Song)             | 1:36  |
| 8.     | Averil                                    | 3:53  |
| 9.     | Secreit Nicht                             | 1:38  |
| 10.    | Now Welcom Somer                          | 2:21  |
| 11.    | Veni Coronaberis                          | 2:54  |
| 12.    | Omnes Gentes Plaudite (The Drinking Song) | 3:05  |
| 13.    | Lanquan Li Jorn                           | 2:29  |
| 14.    | At a Springe-wel                          | 1:23  |
| 15.    | Dance of the Trolls                       | 1:14  |
| 16.    | Maiden in the Mor Lay                     | 2:47  |
| 17.    | E Volentieri (Reprise)                    | 4:48  |
| 18.    | Palastinalied                             | 4:34  |

## Obsazení
- Mediæval Bæbes – zpěv
- Oliver Lake – saxofon
- Adam Dorn – samply
- Randall Woolf – aranžmá smyčců
- Lance Doss – kytara
- Trevor Sharpe – perkuse, aranžmá perkusí
- Hans Persson – perkuse
- Bob Ludwig – mastering
- Joshua Gordon, Mark Rowell, Marka Gustavsson, Ralph Farris – smyčcové nástroje
- John Cale – produkce
- Dorothy Carter – nástroje